# Mariametridae

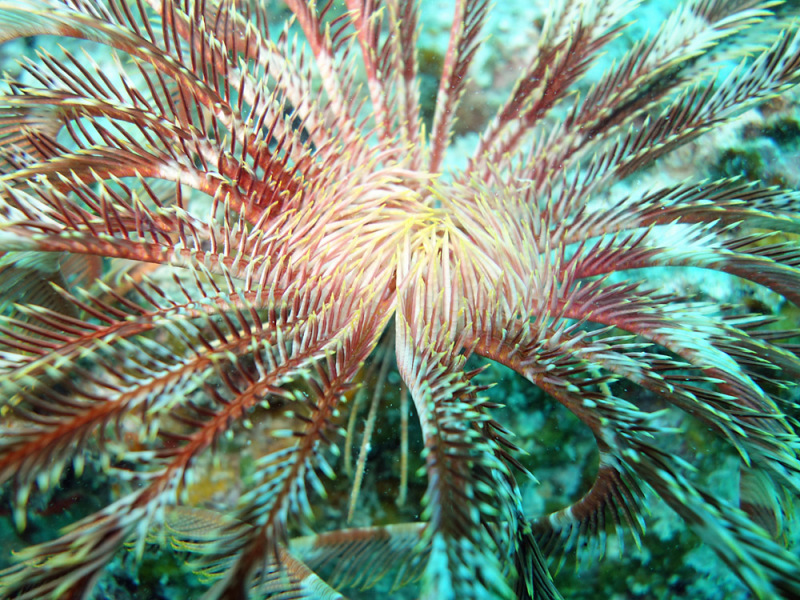
Stephanometra tenuipinna mostrando pinnulas en forma de púas cubriendo la parte central del cuerpo.

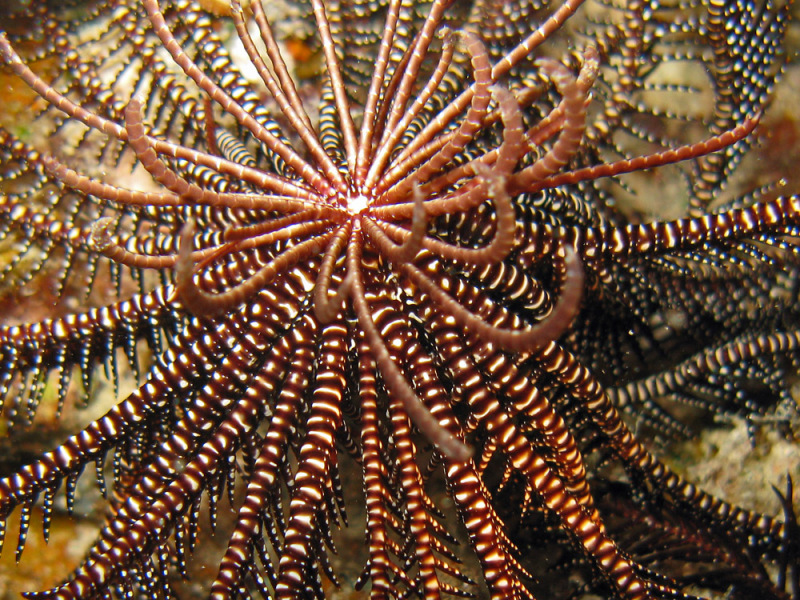
Reverso de Stephanometra indica, mostrando sus cirri, en isla Lizard, Australia.

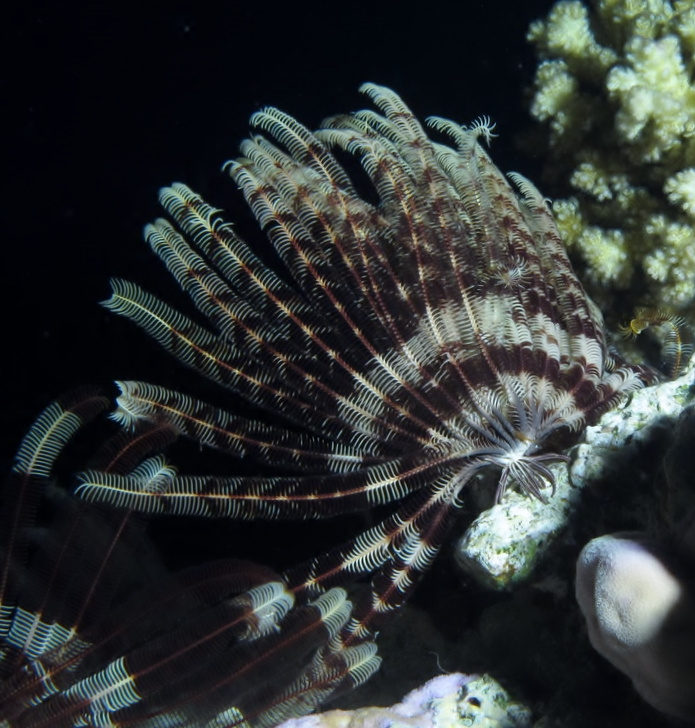
Lamprometra palmata

Mariametridae es una familia de lirios de mar del orden Comatulida, clase Crinoidea.

## Géneros
El Registro Mundial de Especies Marinas reconoce los siguientes géneros en la familia:
- Dichrometra AH Clark, 1909
- Lamprometra AH Clark, 1913
- Liparometra AH Clark, 1913
- Mariametra AH Clark, 1909
- Oxymetra AH Clark, 1909
- Pelometra AH Clark, 1941
- Stephanometra AH Clark, 1909

## Morfología
De simetría pentarradial, su cuerpo está formado por un cáliz, compuesto de anillos de placas. La parte aboral, o inferior, de la placa centrodorsal tiene crestas interradiales. La boca y el ano están en la parte apical, o tegmen, lo que les diferencia del resto de equinodermos. Tienen una serie de pínnulas alrededor de la boca, cuyos segmentos terminales están modificados formando una especie de peine protector de púas.
Tienen más de 10 brazos, y, normalmente, menos de 40, salvo en el género Oxymetra. Los brazos están pinnados en un mismo plano, lo que les da la apariencia de plumas, y se componen de una serie de osículos articulados, llamados braquiales. En el caso de esta familia siempre constan de 2 osículos las divisiones de los brazos. Además se componen de ligamentos, músculos, y, en su interior, cuentan con extensiones de los sistemas nervioso, vascular y reproductivo. Al tiempo, las pínnulas poseen una serie de apéndices, o pies tubulares, que utiliza para la alimentación y la respiración.
En su parte aboral, o inferior, poseen unos apéndices alargados para anclarse al sustrato, denominados cirri. Estos apéndices están articulados en segmentos, llamados cirrales, y, dependiendo del género, cuentan con menos de 40 hasta 80.

## Hábitat y distribución
Se localizan entre 1 y 245 m de profundidad, y en un rango de temperaturas entre 12,7 y 28,9 °C. Anclados a corales duros, gorgonias o rocas, en laderas de arrecifes, siempre con corrientes. 
Se distribuyen en el océano Indo-Pacífico, desde Madagascar y el mar Rojo, hasta las islas del Pacífico central.

## Alimentación
Son filtradores, y se alimentan por la noche, de zooplancton, como diatomeas, foraminiferos, pequeños crustáceos o jóvenes moluscos; y de fitoplancton.

## Reproducción
Las gónadas se generan en algunas de las pínnulas. Son dioicos y la reproducción sexual se produce por fertilización externa. Las larvas poseen un tallo, que pierden al madurar, convirtiéndose en animales de vida libre. Asimismo, son de simetría bilateral y evolucionan a una simetría pentarradial cuando se transforman a la morfología definitiva del animal.